# Feindflug
Feindflug – niemiecka grupa reprezentująca gatunek aggrotech, założona została w 1995 roku w Chemnitz. Zespół swego czasu kojarzony był z niemiecką sceną neonazistowską, z powodu tematów zawartych w utworach a nawet samego logo i grafiki na albumach formacji. Członkowie zespołu zdecydowanie zaprzeczyli podejrzeniom, twierdząc, że muzyka jaką grają jest swoistym negowaniem a nie popieraniem nazizmu.
Tematycznie grupa porusza tematy związane z autorytarnymi ustrojami, karą śmierci oraz historią II wojny światowej i III Rzeszy.
Muzyka zespołu jest w całości instrumentalna, rzadko kiedy pojawia się wokal. Wyjątki stanowią wmieszane sample, pochodzące z filmów na których zachowały się przemówienia Adolfa Hitlera czy Klausa Kinskiego. To rzadkość na scenie electro/industrialnej, jednak sprawia to, że Feindflug jest jedną z oryginalniejszych grup nie tylko w rodzimych Niemczech. Muzycy zespołu troszczą się by muzyka w jak najlepszy sposób oddawała atmosferę wojny, przyczyniają się do tego szorstkie brzmienie w połączeniu z drażniącym hałasem.
W 2004 roku zespół wystąpił podczas 13 edycji jednego z największych festiwali gotyckich: Wave Gotik Treffen odbywającego się w Lipsku w Niemczech. W 2006 roku grupa ponownie wystąpiła na wspomnianym festiwalu, już wtedy ze statusem gwiazdy, a następnie w 2009 roku. Projekt tworzą, niezmiennie od 1995 roku DJ Felix i DJ Banane.

## Skład
- DJ Felix – instrumenty klawiszowe, loopy, sample
- DJ Banane – instrumenty klawiszowe, loopy, sample

## Dyskografia
- Feindflug (1997)
- I./St. G. 3 (1998)
- Feindflug Vierte Version (1999)
- Im Visier (1999)
- Sterbehilfe (EP) (2000)
- Hirnschlacht (2002)
- I./St. G. 3 (2003)
- Kollaboration (2004)
- Volk Und Armee (2005)
- Supreme Court feat. Feindflug (2006)